# U 751 (Kriegsmarine)

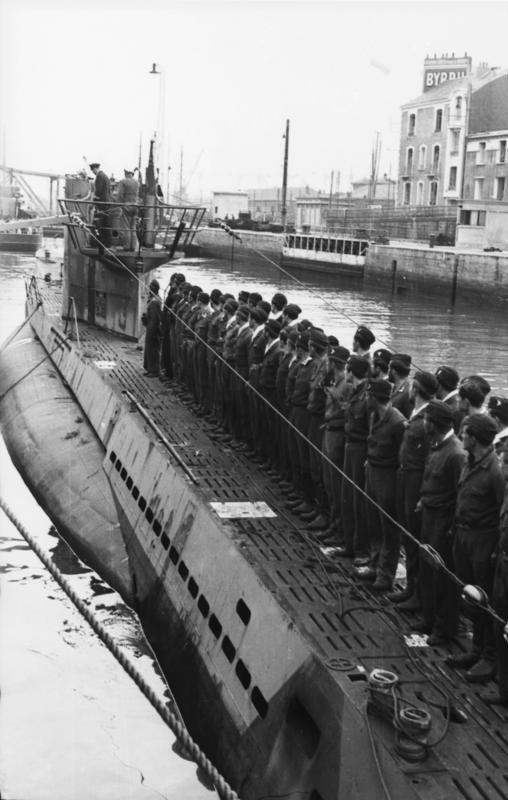
U 751 in Saint-Nazaire (Loire-Atlantique) in juni 1942.

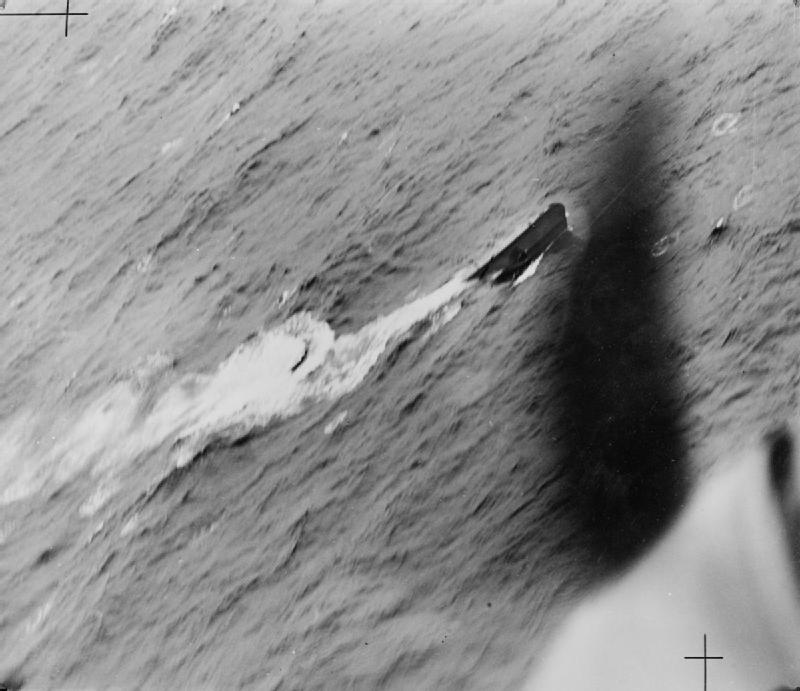
Zwaarbeschadigde U 751 na de aanval op 17 juli 1942.

De U 751 was een U-boot van de Duitse Kriegsmarine tijdens de Tweede Wereldoorlog. De U-boot was van de VIIC-klasse en stond onder commando van kapitein-luitenant-ter-zee Gerhard Bigalk.

## GebeurtenisU 751
21 december 1941 - De U 751 bracht het Britse escorte-vliegdekschip HMS Audacity tot zinken bij de strijd rond konvooi HG-76.

## Ondergang
De U 751 werd tot zinken gebracht op 17 juli 1942, ten noordwesten van Kaap Ortegal in Spanje, in positie 45° 14′ 0″ NB, 12° 22′ 0″ WL door dieptebommen van Britse Armstrong Whitworth Whitley- en Avro Lancaster-bommenwerpers van Squadrons 61/F. & 502/H. Alle 48 matrozen en hun commandant, Gerhard Bigalk, kwamen hierbij om.